# Ламайсон, Лидия
Лидия Гуаставино Ламайсон (исп. Lidia Guastavino Lamaison, 5 августа 1914, Мендоса — 20 февраля 2012[…], Буэнос-Айрес) — аргентинская актриса.

## Биография
Лидия Уилкенс родилась в семье торговцев. В детстве она увлекалась точными науками и даже состояла в кружке юных физиков. Но немного позже у неё появилось другое увлечение — модельный бизнес. Она подписала контракт с модельным агентством и стала участвовать во многих показах, как у себя на родине, так и в других странах — Бразилии и Венесуэлы. За роль в картине «Я буду говорить о надежде» (1966), Лидия Ламайсон была удостоена Премии Ассоциации кинокритиков Аргентины за лучшую женскую роль.
По окончании карьеры модели она начала работать на телевидении. На съемках телесериала «Закоулки счастья» она познакомилась со своим будущим мужем, актёром и продюсером Густаво Ламайсоном. Помимо сериалов она также была ведущей различных телевизионных шоу и программ. Лидия Ламайсон продолжала сниматься до 2008 года, играя шустрых и хитрых старушек в различных телесериалах и кинофильмах, таких как Кора в «Селеста, только Селеста» (1993—1994), Хильда в «Цыганке» (1996) и Донья в «Диком ангеле» (1998—1999). В 2003 году, в возрасте 89 лет, Ламайсон написала сценарий к моноспектаклю «Что такое эротизм», посвященный рассуждениям об отличиях эротической любви от секса.
Актриса скончалась в своём доме в Буэнос-Айресе 20 февраля 2012 года в возрасте 97 лет.

## Награды
В 1997 году Лидии Ламайсон присвоено звание Почетного гражданина Буэнос-Айреса. В 1999 году Ассоциация кинокритиков Аргентины вручила ей награду за вклад в развитие аргентинского кино.
В декабре 2005 года Национальном Конгрессе Аргентины вице-президент Аргентины Даниэль Сиоли в вручил актрисе памятную награду за её художественный вклад в национальную культуру.

## Фильмография
| Год       |   | Русское название        | Оригинальное название      | Роль                           |
| --------- | - | ----------------------- | -------------------------- | ------------------------------ |
| 1959      | ф | Падение                 | La caída                   | Марта                          |
| 1960      | ф | Галантный кавалер '900  | Un guapo del '900          | донья Нативидад                |
| 1964      | ф | Восьмой ад              | El octavo infierno         | мать Сулемы Пуэнтес            |
| 1968      | ф | В моем доме командую я  | En mi casa mando yo        | Каталина Росси                 |
| 1969      | ф | Ленивый                 | La fiaca                   | мать                           |
| 1971      | ф | Ассистент               | El ayudante                | Эльвира                        |
| 1980      | с | Роза ... далеко         | Rosa... de lejos           | Мерседес Вда.де Альвеар        |
| 1984      | ф | Пассажиры из кошмара    | Pasajeros de una pesadilla | Бобе                           |
| 1984      | ф | В отступлении           | En retirada                | мать Рикардо                   |
| 1992      | с | Я, Джина                | Soy Gina                   | Роза                           |
| 1993      | с | Селеста, всегда Селеста | Celeste, siempre Celeste   | Кора                           |
| 1994      | с | Нано                    | Nano                       | Амалия Дель Молино Лопес       |
| 1995      | с | Цыганка                 | Zíngara                    | Хильда Перес-Кампана           |
| 1997—1998 | с | Сердце                  | De corazón                 | Элизабет                       |
| 1998—1999 | с | Дикий ангел             | Muñeca brava               | донья Анжелика, вдова Ди Карло |
| 1998      | с | Подобно вам и мне       | Como vos & yo              | Нина Скала                     |
| 2000      | с | Врачи                   | Los médicos (de hoy)       | Виктория                       |
| 2001      | с | Провоцируй меня         | Provócame                  | Флория де Вильялобос           |
| 2003      | с | Такая любовь            | Son amores                 | Хулия                          |
| 2003      | ф | Город солнца            | Ciudad del sol             | донья Карла                    |
| 2004      | ф | Шлюха и Кит             | La puta y la ballena       | Матильда                       |
| 2004      | с | Хесус — наследник       | Jesús, el heredero         | донья Долорес Санчес Але       |
| 2006      | с | Изумрудное ожерелье     | Collar de esmeraldas       | Селия Агуэро де Феррари        |
| 2008      | ф | Божественная ложь       | Mentiras piadosas          | бабушка                        |